# Gárdonyi Zsolt
Gárdonyi Zsolt (Budapest, 1946. március 21. –) magyar zeneszerző, orgonaművész.

## Élete
Édesapja Gárdonyi Zoltán zeneszerző, zenetudós, a budapesti Zeneakadémia professzora, édesanyja Wallrabenstein-Bujdosó Ilona ének-zenetanárnő volt. Felsőfokú zenei tanulmányait 1964 és 1968 között a budapesti Liszt Ferenc Zeneművészeti Főiskolán orgona és zeneszerzés tanszakon végezte Gergely Ferenc, Ferenczy György, Szervánszky Endre és Farkas Ferenc tanítványaként, majd 1969/1970-ben a detmoldi Zeneművészeti Főiskolán három diplomát szerzett: egyházzene, orgona, zeneelmélet.
1968 óta Németországban él, neve időközben világszerte koncertező orgonaművészként, zeneszerzőként és zeneelméleti munkássága által egyaránt ismertté vált. 1971 és 1976 között az észak-németországi Wildeshausen-ben az Alexanderkirche főállású karigazgatója és orgonistája volt és a detmoldi Zeneművészeti Főiskolán tanított, majd a würzburgi Zeneművészeti Főiskola professzora lett.
1979-ben Bajor Állami Díjjal, 2000-ben a Debreceni Református Hittudományi Egyetem díszdoktori címével, 2011-ben pedig a Magyar Köztársaság Elnökének Érdemérmével tüntették ki. Életműve 2016-ban Magyar Örökség Díjat kapott.
Sokrétű tevékenységét hanglemez- és rádiófelvételek, zeneelméleti tanulmányok, könyvek és európai, illetve amerikai főiskolákon tartott mesterkurzusai és vendégelőadásai dokumentálják. Gárdonyi Zsolt számos kompozíciója már a nemzetközi egyházzenei repertoár állandó részévé lett. 2001 és 2004 között Budapesten több alkalommal is vendégprofesszora volt a Liszt Ferenc Zeneművészeti Egyetem Zeneszerzői Doktoriskolájának. 2016-ban az amszterdami "Orgelpark"-ban adott nagy sikerű hangversenyével lezárta az ötven esztendőt és húsz országot átfogó koncertpályáját. Gárdonyi Zsolt egyik új orgonaművét Lift High the Cross (2019) fia, Gárdonyi Dániel mutatta be, aki a család zenei hagyományait orgonistaként folytatja. 
Magyarország köztársasági elnöke 2022. március 15-én Gárdonyi Zsoltot a "nagy hatású zeneszerzői, orgonaművészi és zenepedagógiai pályafutása, valamint a protestáns egyházzenei művészetben évtizedek óta betöltött meghatározó szerepe elismeréseként" a Magyar Érdemrend Lovagkeresztjével tüntette ki.

## Munkássága

### Zeneszerzői
Életművében az orgona központi szerepet tölt be, mind szólóban, mind más hangszerekkel, ill. kórussal együtt. Zenei nyelvezete a bachi hagyományból, az impresszionizmusból és Messiaen stílusából éppúgy merít, mint a jazzből. Harmóniavilágában az akusztikus és distanciális hangkészlet markáns szerepet játszik.
2018-ig mintegy 70 darabja jelent meg nyomtatásban, diszkográfiája számos CD-felvételt foglal magában (Németország, Magyarország, Svédország, USA, Anglia, Japán). Orgonaműveinek magyarországi felvételeiben Karasszon Dezső, németországi felvételeiben David Schollmeyer és Rudolf Müller vállalt jelentős szerepet.

### Egyházzenei
Gárdonyi Zsolt művészi hitvallásában hangsúlyozza annak fontosságát, hogy az istentiszteleten felhangzó zene mindig művészi igénnyel megkomponált és jól előadott kell, hogy legyen. Saját formanyelvével és hangzásvilágával jelentősen gazdagította a protestáns egyházzene repertoárját; részt vett az új német énekeskönyvhöz tartozó korálkönyv megalkotásában is.

### Zenetudományi
Publikációiban többek között Johann Sebastian Bach ellenpontművészetét, Liszt Ferenc, Claude Debussy, Maurice Ravel, Alexander Szkrjabin és Olivier Messiaen harmóniavilágát mutatja be, valamint az improvizációról, ill. az egyházzene elméletéről és gyakorlatáról értekezik. Hubert Nordhofffal közösen írt, öt évszázad zenéjét átfogó, "Harmonik" című könyvében a diatonikus (tehát modális és dúr-moll) tonalitás mellett az akusztikus és distancia-elvű rendszerek alkalmazását is részletesen elemzi, ennek magyar fordítása "Összhang és tonalitás" címmel 2012-ben jelent meg Budapesten (Rózsavölgyi).

## Fontosabb kompozíciói
(A művek kiadóit lásd a Gárdonyi-honlapon) 

### Orgonaművek
- "Preludio con fuga"
- "Mozart Changes"
- Tíz korálimprovizáció
- Négy korálinterpretáció
- Öt orgonakorál genfi zsoltárdallamokra
- Három orgonakorál
- Krisztus utolsó hét szava a keresztfán
- "Grand Choeur"
- "Trois Hommages"
  - Hommage à J. S. Bach
  - Hommage à F. Liszt
  - Hommage à M. Reger
- Hommage à Marcel Dupré
- EGATOP (Hommage à Erroll Garner & Art Tatum & Oscar Peterson)
- Encore
- Toccata "Ein feste Burg"
- Lift High the Cross
- Toccata "Veni creator spiritus"
- Quatre mains – quatre pieds (Három négykezes orgonadarab)
- Számos korálfeldolgozás különböző német és magyar gyűjteményes orgona-kiadványokban

### Kamarazene orgonával
- Variációk gordonkára és orgonára
- "Magnificat" mezzoszoprán hangra és orgonára (ill. vonósokra)
- "Trois Mouvements" fuvolára és orgonára
- "Duplum" oboára és orgonára
- "Blues" trombitára és orgonára
- "Sonata da chiesa" trombitára, harsonára és orgonára
- Rapszódia harsonára és orgonára
- Fantázia négy harsonára és orgonára
- Kamarakoncert oboára, orgonára és vonósokra
- "Introdukció és korál" három trombitára, timpanira és orgonára

### Egyéb kamarazene
- Szvit klarinétra és zongorára
- Divertimento fúvósötösre
- Három rondó fúvóstrióra
- Négy zongoradarab
- "Calvin-Suite" harsonakvintettre
- Duettini cimbri per due violoncelli

### Kórusművek
- "Davids Danklied" (SATB + bariton szóló + orgona + 2 trombita + 1 harsona)
- "Die Verkündigung" (SATB + szoprán szóló + két orgona, ill. szimfonikus zenekar)
- "Hálaadó ének" ("Nagy hálát adjunk az Atya Istennek" SATB + orgona)
- 8. genfi zsoltár (SATB + orgona)
- "Erd und Himmel sollen singen" (SATB + orgona)
- "Adeste fideles" (SATB + orgona)
- "Ein Tag vor dem Herrn" (SSATB a cappella)
- "Dévai Bíró Mátyás intelme" (SATB + orgona)
- "Magyar ének" (SATB a cappella, orgona ad libitum)
- "Die O-Antiphonen" leánykarra, oboára és orgonára
- "Stille Nacht" (SSAATTBB a cappella)
- "Der Mond ist aufgegangen" (SSAATTBB a cappella)
- "Encore" (SSAATTBB a cappella)
- Valse triste (SATB a cappella)
- "Singin' wid a sword" (SSAATTBB a cappella, ill. SATB + zongora)
- "Just a Closer Walk With Thee" (SATB + zongora)
- "Somebody's Knockin' at Your Door" (SATB + zongora)
- "Danny Boy" ( = "Londonderry Air", SATB + zongora)
- Veszprémi kantáta (SATB + orgona)
- Áldáskívánás (SATB + orgona)

## Kötetei
- Kontrapunkt. Dargestellt an der Fugentechnik Bachs; Möseler, Wolfenbütte–Zürich, 1980
- Virtuosität und Avantgarde. Untersuchungen zum Klavierwerk Franz Liszts; szerk. Gárdonyi Zsolt, Siegfried Mauser; Schott, Mainz, 1988 (Schriften der Hochschule für Musik Würzburg)
- Gárdonyi Zsolt–Hubert Nordhoff: Harmonik; Möseler, Wolfenbüttel, 1990
- Kontrapunkt. Dargestellt an Fugenstrukturen bei Johann Sebastian Bach; jav. kiad.; Möseler, Wolfenbüttel, 1991
- Gárdonyi Zsolt–Hubert Nordhoff: Összhang és tonalitás. A harmóniatörténet stílusjegyei; ford. Terray Boglárka; Rózsavölgyi, Budapest, 2012
- Gárdonyi Zsolt–Hubert Nordhoff: Összhang és tonalitás. A harmóniatörténet stílusjegyei; ford. Terray Boglárka; 2. jav. kiad.; Rózsavölgyi, Budapest, 2017
- J. S. Bach ellenpontművészete; ford. Terray Boglárka; EMB, Budapest, 2022

## Díjak, kitüntetések
- Bajor Állami Díj (1979)

- A debreceni Református Hittudományi Egyetem díszdoktori címe (2000)

- A Magyar Köztársaság Elnökének Érdemérme (2011)

- Magyar Örökség díj (2016)[1]
- A budapesti Károli Gáspár Református Egyetem díszpolgára (2020)
- A Magyar Érdemrend lovagkeresztje (2022)